# GNU social
GNU social (tidigare känt som StatusNet och dessförinnan Laconica) är en fri och öppen programvara för mikrobloggande skriven i programspråket PHP som implementerar OStatus-standarden för interoperabilitet mellan installationer. Medan det fungerar på ett vis som liknar Twitter, så försöker GNU social möjliggöra öppen och distribuerad kommunikation mellan mikrobloggcommunitys och programvaror. Organisationer och individer kan installera samt kontrollera sina egna tjänster/web services (ungefär "informationsutbyte mellan webbplatser") och data.

## Teknisk översikt

### Standardfunktioner
- Publicera uppdateringar via en XMPP/Jabber-klient[6]
- OpenID-funktionalitet och identifikationsloggning
- Federation via OStatusprotokoller
  - Prenumeration via PubSubHubbub
  - Svar över Salmon protocol
  - Microformat semantisk HTML för profiler och uppdateringar[7]
- Twitterkompatibel API
- Kategorisering med hashtags
- Grupper via bangtags
- Lokalisering och översättning av användargränssnitt (via Gettext)
- Automatisk, själv-hostad URL-förkortning
- Bilagor (filer, bilder, video, etc.)
- Bifogade mediafiler i podcastformat
- Infogat innehåll från andra sidor som Wikimedia Commons, Youtube, etc.

### Tillgängliga funktioner
- Webmention- och Pingbackkommunikation via IndieWeb-sidor[8]
- Koordinater och kartor
- SMS-meddelande och notifikation
- Korspostande mot Twitter
- Realtidsuppdatering av ström